# Puchar Polski w piłce siatkowej kobiet (1994/1995)
Puchar Polski w piłce siatkowej kobiet 1994/1995 – 38. sezon rozgrywek o siatkarski Puchar Polski, rozgrywany od 1932 roku.

## Klasyfikacja końcowa
| Miejsce | Drużyna                |
| ------- | ---------------------- |
| 1.      | Chemik Police          |
| 2.      | BKS Stal Bielsko-Biała |
| 3.      | Wisła Kraków           |
| 4.      | Gryf Pałac Bydgoszcz   |